# Cephaloscyllium albipinnum
Cephaloscyllium albipinnum е вид пилозъба акула от семейство Scyliorhinidae. Видът е почти застрашен от изчезване.

## Разпространение и местообитание
Разпространен е в Австралия (Виктория, Западна Австралия, Нов Южен Уелс, Тасмания и Южна Австралия).
Обитава морета и заливи. Среща се на дълбочина от 126 до 554 m.

## Описание
На дължина достигат до 1 m.